# Mahindra Racing
Ne doit pas être confondu avec Mahendra.
 (septembre 2021).
Si vous disposez d'ouvrages ou d'articles de référence ou si vous connaissez des sites web de qualité traitant du thème abordé ici, merci de compléter l'article en donnant les références utiles à sa vérifiabilité et en les liant à la section « Notes et références ».
Mahindra Racing  est la branche sportive de la société indienne Mahindra & Mahindra, créée en 2011 et dirigée par Dilbagh Gill.

## Histoire
Mahindra Racing participe de 2011 à 2014 au Championnat du monde MotoGP et en Moto3 de 2015 à 2018 sans grands résultats.
L'équipe indienne est engagée depuis 2014 dans le championnat du monde de Formule E FIA et connait ses premiers succès en 2016 avec un premier podium avec Nick Heidfeld et par la suite des victoires avec Felix Rosenqvist, Jérôme d'Ambrosio et Alex Lynn.

## Engagements
- 2011-2014 : championnat du monde de vitesse moto (catégorie MotoGP)[1]
- 2012 : championnat italien national de moto (Campionato Italiano Velocità (it) - CIV)
- Depuis 2014 : championnat du monde de Formule E FIA (Formule E - monoplace électrique)[2]
- 2015-2018 : championnat du monde de Vitesse Moto (catégorie Moto3)[1]

## Résultats en championnat de Formule E FIA
| Saison    | Écurie          | Pilotes                                            | Nombre de ePrix | Victoires | Podium | Pole position | Meilleur tour | Points | Classement |
| --------- | --------------- | -------------------------------------------------- | --------------- | --------- | ------ | ------------- | ------------- | ------ | ---------- |
| 2014-2015 | Mahindra Racing | Karun Chandhok Bruno Senna                         | 11              | 0         | 0      | 0             | 0             | 58     | 8e         |
| 2015-2016 | Mahindra Racing | Bruno Senna Nick Heidfeld Oliver Rowland           | 10              | 1         | 2      | 2             | 2             | 107    | 5e         |
| 2016-2017 | Mahindra Racing | Felix Rosenqvist Nick Heidfeld                     | 12              | 1         | 10     | 3             | 2             | 215    | 3e         |
| 2017-2018 | Mahindra Racing | Felix Rosenqvist Nick Heidfeld                     | 12              | 2         | 3      | 3             | 1             | 138    | 4e         |
| 2018-2019 | Mahindra Racing | Jérôme d'Ambrosio Pascal Wehrlein Felix Rosenqvist | 13              | 1         | 3      | 1             | 2             | 125    | 6e         |
| 2019-2020 | Mahindra Racing | Jérôme d'Ambrosio Pascal Wehrlein Alex Lynn        | 11              | 0         | 0      | 0             | 1             | 49     | 9e         |
| 2020-2021 | Mahindra Racing | Alexander Sims Alex Lynn                           | 15              | 1         | 3      | 1             | 0             | 132    | 9e         |
| 2021-2022 | Mahindra Racing | Alexander Sims Oliver Rowland                      | 16              | 0         | 1      | 1             | 0             | 46     | 8e         |
| 2022-2023 | Mahindra Racing | Lucas Di Grassi Oliver Rowland Roberto Merhi       | 16              | 0         | 1      | 1             | 0             | 41     | 10e        |
| 2023-2024 | Mahindra Racing | Edoardo Mortara Nyck de Vries Jordan King          | 16              | 0         | 0      | 0             | 0             | 47     | 10e        |
| 2024-2025 | Mahindra Racing | Edoardo Mortara Nyck de Vries Felipe Drugovich     | 16              | 0         | 5      | 0             | 0             | 186    | 4e         |
| 2025-2026 | Mahindra Racing |                                                    |                 |           |        |               |               |        | e          |